# Lijst van vlaggen van Spanje
Dit is een lijst van vlaggen van Spanje.

## Nationale vlag (perFIAV-codering)
|          | Civiele vlag | Staatsvlag | Oorlogsvlag |
| -------- | ------------ | ---------- | ----------- |
| Te land  | · ?          | · ?        | · ?         |
| Te water | · ?          | · ?        | · ?         |

## Koninklijke vlaggen
| Vlag                                                           | Periode | Functie                                                        | Beschrijving |
| -------------------------------------------------------------- | ------- | -------------------------------------------------------------- | ------------ |
| Koninklijke standaard.                                         |         | Koninklijke standaard.                                         |              |
| Standaard van de Prinses van Asturië, de Spaanse kroonprinses. |         | Standaard van de Prinses van Asturië, de Spaanse kroonprinses. |              |
| Vaandel van koninklijke jachten.                               |         | Vaandel van koninklijke jachten.                               |              |

## Militaire vlaggen
De oorlogsvlag is reeds in de eerste tabel te vinden.
| Vlag  | Periode | Functie | Beschrijving                                      |
| ----- | ------- | ------- | ------------------------------------------------- |
| Geus. |         | Geus.   | Een banier van het Spaanse nationale wapenschild. |

## Sportvlaggen
| Vlag                                                 | Periode | Functie                                              | Beschrijving         |
| ---------------------------------------------------- | ------- | ---------------------------------------------------- | -------------------- |
| Vlag van Spanje voor de Olympische Zomerspelen 1980. | 1980    | Vlag van Spanje voor de Olympische Zomerspelen 1980. | Witte vlag met logo. |